# Nisio Isin
Nisio Isin (jap. 西尾 維新, Nishio Ishin, * 1981) ist ein japanischer Buchautor der hauptsächlich durch seine Light-Novel-Reihe Monogatari Series bekannt wurde.
Nisio gab 2002 mit Kubikiri Cycle (クビキリサイクル) sein Debüt und erhielt dafür den Mephisto-Preis, einen Nachwuchspreis der von der gleichnamigen Zeitschrift des Kōdansha-Verlages vergeben wird. Er tat sich auch als Manga-Autor hervor, z. B. der Reihe Medaka Box.
NisiOisiN, meist in dieser Form geschrieben, ist ein Palindrom.

## Werke

### Zaregoto Series
- Kubikiri Cycle: Aoiro Savan to Zaregoto Tsukai (クビキリサイクル 青色サヴァンと戯言遣い), Februar 2002
- Kubishime Romanticist: Ningen Shikkaku, Zerozaki Hitoshiki (クビシメロマンチスト 人間失格・零崎人識), Mai 2002
- Kubitsuri High School: Zaregoto Tsukai no Deshi (クビツリハイスクール 戯言遣いの弟子), August 2002
- Psycho Logical (jou): Utsurigi Gaisuke no Zaregoto Goroshi (サイコロジカル〈上〉 兎吊木垓輔の戯言殺し), November 2002
- Psycho Logical (ge): Hikaremono no Kouta (サイコロジカル〈下〉 曳かれ者の小唄), November 2002
- Hitokui Magical: Satsuriku Kijutsu no Niōnomiya Kyōdai (ヒトクイマジカル 殺戮奇術の匂宮兄妹), Juli 2003
- Nekosogi Radical (jou): Jūsan Kaidan (ネコソギラジカル〈上〉 十三階段), Februar 2005
- Nekosogi Radical (chū): Akaki Seisai vs. Daidainaru Shu (ネコソギラジカル〈中〉 赤き征裁vs.橙なる種), Juni 2005
- Nekosogi Radical (ge): Aoiro Savan to Zaregoto Tsukai (ネコソギラジカル〈下〉 青色サヴァンと戯言遣い), November 2005

#### Ningen Series
- Zerozaki Sōshiki no Ningen Shiken (零崎双識の人間試験), Februar 2004
- Zerozaki Kishishiki no Ningen Knock (零崎軋識の人間ノック), November 2006
- Zerozaki Magashiki no Ningen Ningen (零崎曲識の人間人間), März 2008
- Zerozaki Hitoshiki no Ningen Kankei: Niōnomiya Izumu to no Kankei (零崎人識の人間関係 匂宮出夢との関係), März 2008
- Zerozaki Hitoshiki no Ningen Kankei: Mutō Iori to no Kankei (零崎人識の人間関係 無桐伊織との関係), März 2010
- Zerozaki Hitoshiki no Ningen Kankei: Zerozaki Sōshiki to no Kankei (零崎人識の人間関係 零崎双識との関係), März 2010
- Zerozaki Hitoshiki no Ningen Kankei: Zaregoto Tsukai to no Kankei (零崎人識の人間関係 戯言遣いとの関係), März 2010

#### Saikyō Series
- Jinrui Saikyō no Hatsukoi (人類最強の初恋), April 2015
- Jinrui Saikyō no Junai (人類最強の純愛), Mai 2016

### Sekai Series
- Kimi to Boku no Kowareta Sekai (きみとぼくの壊れた世界), November 2003
- Bukimi de Soboku na Kakowareta Sekai (不気味で素朴な囲われた世界), Oktober 2007
- Kimi to Boku ga Kowashita Sekai (きみとぼくが壊した世界), Juli 2008
- Bukimi de Soboku na Kakowareta Kimi to Boku no Kowareta Sekai (不気味で素朴な囲われたきみとぼくの壊れた世界), Dezember 2008

### Risuka Series
- Shin Honkaku Mahō Shōjo Risuka (新本格魔法少女りすか), Juli 2004
- Shin Honkaku Mahō Shōjo Risuka 2 (新本格魔法少女りすか2), März 2005
- Shin Honkaku Mahō Shōjo Risuka 3 (新本格魔法少女りすか3), Februar 2007

### Monogatari Series
- Bakemonogatari (jō) (化物語（上）), November 2006
- Bakemonogatari (ge) (化物語（下）), Dezember 2006
- Kizumonogatari (傷物語), Mai 2008
- Nisemonogatari (jō) (偽物語（上）), September 2008
- Nisemonogatari (ge) (偽物語（下）), Juni 2009
- Nekomonogatari (kuro) (猫物語（黒）), Juli 2010
- Nekomonogatari (shiro) (猫物語（白）), Oktober 2010
- Kabukimonogatari (傾物語), Dezember 2010
- Hanamonogatari (花物語), März 2011
- Otorimonogatari (囮物語), Juni 2011
- Onimonogatari (鬼物語), September 2011
- Koimonogatari (恋物語), Dezember 2011
- Tsukimonogatari (憑物語), September 2012
- Koyomimonogatari (暦物語), Mai 2013
- Owarimonogatari (jō) (終物語（上）), Oktober 2013
- Owarimonogatari (chū) (終物語（中）), Januar 2014
- Owarimonogatari (ge) (終物語（下）), April 2014
- Zoku Owarimonogatari (続・終物語), September 2014
- Orokamonogatari (愚物語), Oktober 2015
- Gōmonogatari (業物語), Januar 2016
- Nademonogatari (撫物語), Juli 2017
- Musubimonogatari (結物語), Januar 2017

### Katanagatari
- Katanagatari Kapitel 1: Zettō Kanna (刀語 第一話 絶刀・鉋), Januar 2007
- Katanagatari Kapitel 2: Zantō Namakura (刀語 第二話 斬刀・鈍), Februar 2007
- Katanagatari Kapitel 3: Sentō Tsurugi (刀語 第三話 千刀・鎩), März 2007
- Katanagatari Kapitel 4: Hakutō Hari (刀語 第四話 薄刀・針), April 2007
- Katanagatari Kapitel 5: Zokutō Yoroi (刀語 第五話 賊刀・鎧), Mai 2007
- Katanagatari Kapitel 6: Sōtō Kanadzuchi (刀語 第六話 双刀・鎚), Juni 2007
- Katanagatari Kapitel 7: Akutō Bita (刀語 第七話 悪刀・鐚), Juli 2007
- Katanagatari Kapitel 8: Bitō Kanzashi (刀語 第八話 微刀・釵), August 2007
- Katanagatari Kapitel 9: Ōtō Nokogiri (刀語 第九話 王刀・鋸), September 2007
- Katanagatari Kapitel 10: Seitō Hakari (刀語 第十話 誠刀・銓), Oktober 2007
- Katanagatari Kapitel 11: Dokutō Mekki (刀語 第十一話 毒刀・鍍), November 2007
- Katanagatari Kapitel 12: Entō Jū (第十二話 炎刀・銃), Dezember 2007

### Densetsu Series
- Himei Den (悲鳴伝), April 2012
- Hitsū Den (悲痛伝), Februar 2013
- Hisan Den (悲惨伝), Juni 2013
- Hihō Den (悲報伝), November 2013
- Higō Den (悲業伝), Juli 2014
- Hiroku Den (悲録伝), Februar 2015
- Hibō Den (悲亡伝), November 2015
- Hiē Den (悲衛伝), Dezember 2016

### Bōkyaku Tantei Series
- Okitegami Kyōko no Bibōroku (掟上今日子の備忘録), Oktober 2014
- Okitegami Kyōko no Suisenbun (掟上今日子の推薦文), April 2015
- Okitegami Kyōko no Chōsenjō (掟上今日子の挑戦状), August 2015
- Okitegami Kyōko no Yuigonsho (掟上今日子の遺言書), Oktober 2015
- Okitegami Kyōko no Taishokunegai (掟上今日子の退職願), Dezember 2015
- Okitegami Kyōko no Kon'intodoke (掟上今日子の婚姻届), Mai 2016
- Okitegami Kyōko no Kakeibo (掟上今日子の家計簿), August 2016
- Okitegami Kyōko no ryokouki (掟上今日子の旅行記), November 2016

### Bishōnen Series
- Bishōnen Tanteidan: Kimidake ni Hikarikagayaku Ankokusei (美少年探偵団 きみだけに光りかがやく暗黒星), Oktober 2015
- Petenshi to Kūki Otoko to Bishōnen (ぺてん師と空気男と美少年), Dezember 2015
- Yaneura no Bishōnen (屋根裏の美少年), März 2016
- Oshie to Tabisuru Bishōnen (押絵と旅する美少年), September 2016
- Panorama Tō Bidan (パノラマ島美談), Oktober 2016

### Sonstige Bücher
- Ningyō ga Ningyō (ニンギョウがニンギョウ), September 2005
- Nanmin Tantei (難民探偵), Dezember 2009
- Shōjo Fujūbun (少女不十分), September 2011

### Deutsche Ausgaben
- Death note - another note : die BB-Mordserie von Los Angeles (DEATH NOTE アナザーノート ロサンゼルスBB連続殺人事件), August 2006
- Death note - L verändert die Welt,